# Ribeira de Calhau (São Vicente)

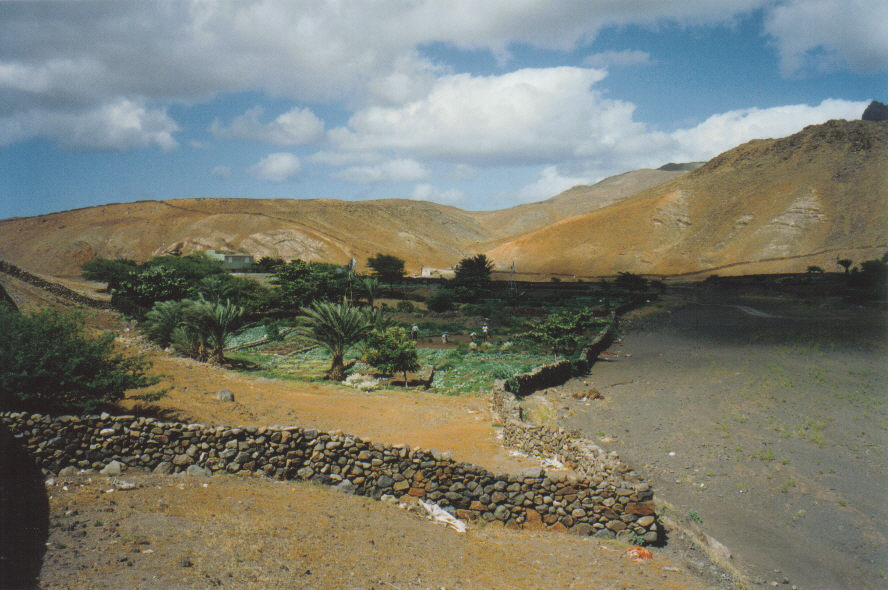
Horta-oásis, na Ribeira de Calhau, São Vicente

Ribeira de Calhau é uma zona da ilha de São Vicente, em Cabo Verde. Pertence à freguesia de Nossa Senhora da Luz e ao concelho de São Vicente. O principal lugar é a aldeia piscatória de Calhau, situada no extremo este da ilha, mesmo em frente da desabitada ilha vizinha de Santa Luzia, que é visível quase sempre daí. É uma zona frequentemente visitada pelos mindelenses, que vão, geralmente aos fins de semana, refrescar-se nas suas águas límpidas e comer peixe assado, pescado aí mesmo. Recentemente na zona foi instalada luz eléctrica, o que veio aliviar a população local e favoreceu a sua expansão, com a construção de novas casas.
A zona de Ribeira de Calhau é composta pelos seguintes lugares:
- Bairro Branco
- Calhau
- Chã de Madeiral
- Madeiral
- Km 10
- Km 11
- Km 12
- Km 13
- Km 14

| Ilha de São Vicente |
| --- |
| Zonas e Lugares Baía das Gatas \| Calhau \| Lameirão \| Lazareto \| Madeiral \| Mato Inglês \| Mindelo \| Praia do Norte \| Ribeira da Vinha \| Ribeira de Calhau \| Ribeira de Julião \| Salamansa \| São Pedro \| Seixal |
| Montanhas Fateixa \| Madeiral \| Monte Cara \| Monte Verde \| Tope de Caixa \| Topona |
| Ribeiras Ribeira de Julião |
| Outros Flamengos \| Fontainhas \| João Evora \| Palha Carga \| Pé de Verde \| Praia Grande \| Saragaça \| Viana |
| Cabo Verde \| Sotavento \| São Vicente |